# Raymondcia osburni
Raymondcia osburni is een mosdiertjessoort uit de familie van de Smittinidae. De wetenschappelijke naam van de soort is voor het eerst geldig gepubliceerd in 1995 door D.F. Soule, J.D. Soule en H.W. Chaney.